# David Wills House
 (octobre 2020).
Pour les articles homonymes, voir Wills.
La David Wills House est une maison à Gettysburg, en Pennsylvanie, aux États-Unis. Elle est surtout connue pour avoir accueilli Abraham Lincoln les 18 et 19 novembre 1863, juste avant le discours de Gettysburg,,.